# Loch Arkaig
Loch Arkaig est une étendue d'eau située à Lochaber, en Écosse, à l'ouest du Great Glen. 

## Présentation
Il est principalement alimenté par le Dessarry et le Pean qui s'écoulent dans les glens du même nom, arrivant dans le loch au niveau de son extrémité ouest, vers Strathan. Les montagnes de Lochaber se trouvent au nord, et la forêt de Locheil au sud. Le loch se vide ensuite par la rivière Arkaig (2 km de long) à son extrémité est, qui s'écoule vers l'est vers le Loch Lochy, traversant Achnacarry.
Deux petites îles se trouvent à l'est du loch, la plus grande étant Island Columbkill, ou Eilean Loch Airceig, où l'on trouve les ruines de la chapelle dédiée à Saint Colombus et où étaient enterrés les membres du Clan Cameron. Une route venant du Great Glen suit le côté nord du loch pour aller à Strathan où des chemins mènent à Knoydart, Glenfinnan et Loch Morar.
James Harris (3e comte de Malmesbury), deux fois ministre des affaires étrangères durant le règne de Victoria, raconte autour en 1857 que le loch est connu par la population locale pour abriter un monstre marin à type de cheval aquatique.
Son volume est de 0,75 km3, sa superficie de 16 km2 à l'altitude 43 m, sa longueur de 19,3 km, sa profondeur maximale de 109 m, et sa profondeur moyenne de 46,5 m